# Berlyn Brixner

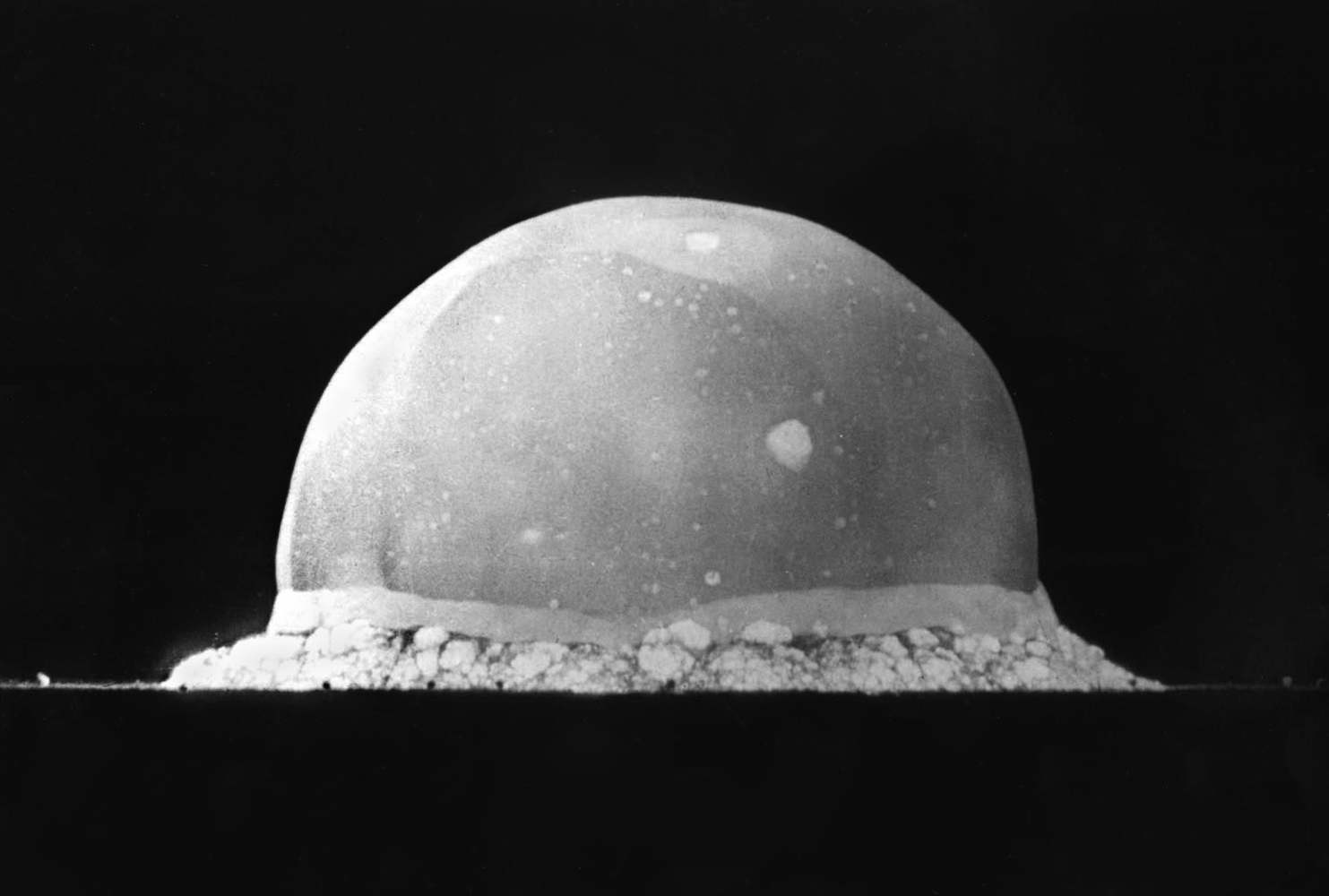
Ohnivá koule jaderné exploze při testu Trinity, 16 ms po zážehu. Brixnerova zřejmě nejznámější fotografie.

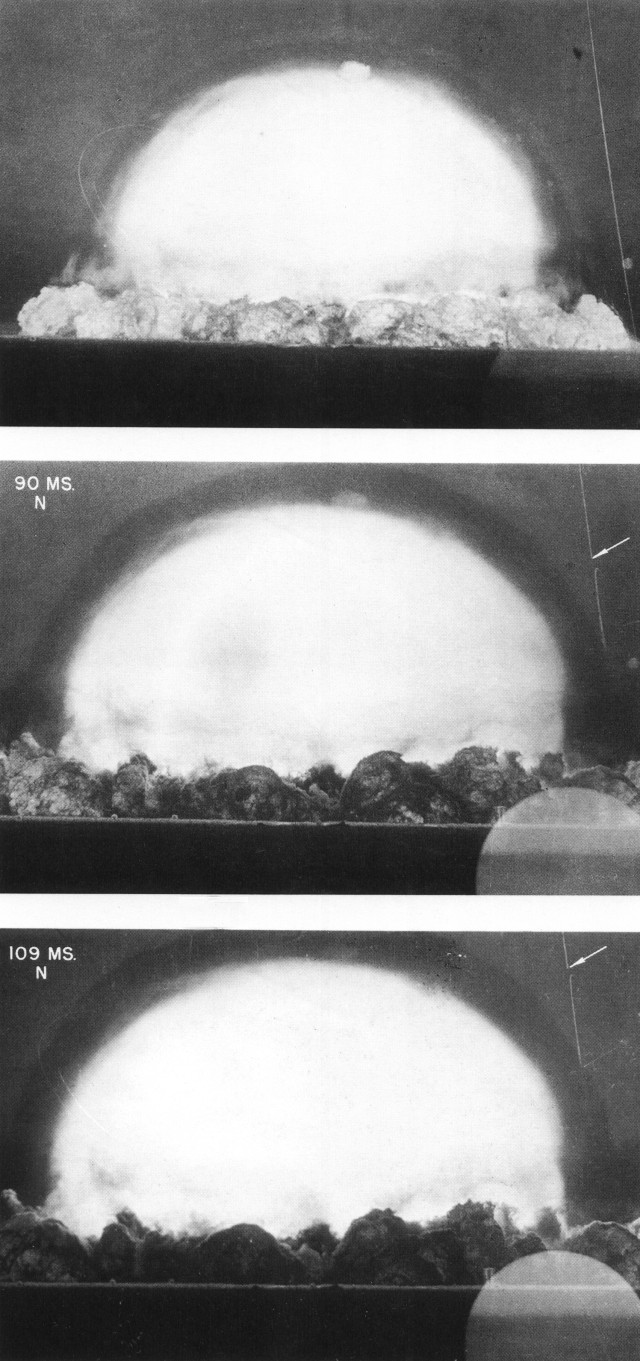
Jeden z Brixnerových filmových pásů testu Trinity

Berlyn B. Brixner (21. května 1911 – 1. srpna 2009) byl americký fotograf. Byl hlavním fotografem testu Trinity, prvního výbuchu jaderné zbraně dne 16. července 1945. Brixner byl ve vzdálenosti 9 100 m od jaderného výbuchu a měl k dispozici 50 různě rychlých kamer umístěných na různých místech, aby vše zachytil v plném pohybu.

## Raná léta
Narodil se 21. května 1911 v El Pasu v Texasu. Jeho matka absolvovala v roce 1898 Western New Mexico University a učila ve školách v různých malých obcích na jihu Nového Mexika. Jeho otec byl inženýrem energetických systémů pro důlní společnost a pracoval v Chile, Mexiku a v dole Fanny v Mogollonu v Novém Mexiku, dokud zde armáda na začátku druhé světové války nezabavila generátory a z Mogollonu se stalo město duchů.
Brixner čtyři roky navštěvoval Texaskou univerzitu v Austinu, aniž by získal titul. Poté pracoval a studoval fotografii u Willise W. Waitea, který provozoval patologickou laboratoř v El Pasu. V roce 1936 pracoval jako regionální fotograf u Soil Conservation Service v jejím ústředí ve čtyřech státech v Albuquerque v Novém Mexiku. Se svou první ženou Betty se oženil kolem roku 1940. V Albuquerque se mu narodily dvě dcery, Annette (* 1942) a Kathleen (* 1943). Během druhé světové války byl přijat do Národní laboratoře v Los Alamos, aby pracoval na řešení problému fotografie spojených s projektem Manhattan ve skupině Optics Engineering and High Speed Photography Group. Pod vedením profesora Juliana Macka skupina vynalezla a zkonstruovala extrémně rychlé kamery.

## Test Trinity
Brixner dostal za úkol natočit na 16mm černobílý film ze všech úhlů a vzdáleností a při všech dostupných rychlostech neznámou událost, začínající nejjasnějším zábleskem, jaký kdy byl na Zemi vytvořen. „Teoretici vypočítali jasnost asi 10 Sluncí. Takže to bylo snadné, stačilo vyjít ven, namířit fotoaparát na Slunce a pořídit pár snímků. Desetinásobek bylo snadné vypočítat.“ řekl Brixner.
Brixner dále vzpomíná: „V okamžiku zažehnutí se zdálo, že celý filtr svítí stejně jasně jako slunce. Byl jsem dočasně oslepen. Podíval jsem se do strany. Pohoří Oscura bylo jasné jako den. Viděl jsem obrovskou ohnivou kouli, která stoupala vzhůru. Byl jsem prostě okouzlen! Sledoval jsem ji, jak stoupá. Pak mi to došlo. Já jsem ten fotograf! Musím tu ohnivou kouli zachytit. Nebyl tam žádný zvuk! Všechno se odehrávalo v absolutním tichu.“

## Pozdější léta
Po válce zůstal v Národní laboratoři v Los Alamos jako vedoucí optické skupiny až do odchodu do důchodu. V roce 1956 se oženil s Audrey Chewovou (1915–1996), která pocházela z Washingtonu, DC. Berlyn Brixner zemřel v Albuquerque 1. srpna 2009. Bylo mu 98 let.

## Odkaz
Jeho práce jsou archivovány v Národní laboratoři v Los Alamos. Je autorem nebo spoluautorem více než 45 článků popisujících významný vývoj v oblasti foto techniky, optických přístrojů a postupů zpracování. Jeho návrh optického objektivu byl použit při konstrukci dalekohledu s vysokým rozlišením, který byl namontován na sondách Mariner, vyslaných v letech 1969 a 1970 k Marsu. Obdržel zlatou DuPontovu medaili od Společnosti filmových a televizních inženýrů a pamětní cenu Roberta Gordona od Společnosti inženýrů fotooptických přístrojů.

## Patenty
- U.S. Patent 2,732,777 – Ultra–rychlá závěrka (1953)
- U.S. Patent 2,668,473 – Vysokorychlostní kamera s kontinuálním záznamem (1954)
- U.S. Patent 3,278,752 – Širokoúhlý optický systém s telecentrickou zarážkou (1966)